# Трбач
Трбач, Торбачи или Торбаче (алб. Tërbaç) је насељено место у општини Булћиза у округу Дибер, Албанија. Према попису из 1989. године био је 541 становник.
Према бугарском географу и историчару, Василу Канчову, у Трбачу је 1900. године живело 130 Словена муслимана. Српски етнограф Миленко Филиповић, 1940 године наводи да је Трбач словенско муслиманско село са 176 житеља.